# Амос Юга
Амос Юга (фр. Amos Youga, нар. 8 грудня 1992, Віллербанн) — французький і центральноафриканський футболіст, півзахисник болгарського клубу ЦСКА (Софія) і національної збірної ЦАР.

## Клубна кар'єра
Народився 8 грудня 1992 року у Віллербанні. Вихованець футбольної школи клубу «Сен-Пріє». Дорослу футбольну кар'єру розпочав 2010 року в основній команді того ж клубу, в якій провів один сезон. 
Згодом з 2011 по 2014 рік грав у складі другої команди «Олімпіка» (Ліон) та за «Ванн».
Протягом 2014–2017 років грав за «Газелек», у складі якого протягом сезону 2015/16 грав у найвищому французькому дивізіоні. Згодом три роки присвятив виступам за «Гавр», команду, що перебувала серед лідерів Ліги 2, проте до Ліги 1 за цей час так і не пробилася.
Влітку 2020 року став гравцем болгарського ЦСКА (Софія), з яким на правах вільного агента уклав трирічний контракт.

## Виступи за збірну
Маючи африканське походження, 2013 року дебютував в офіційних матчах за національну збірну ЦАР.

## Титули і досягнення
- Володар Кубка Болгарії (1):

ЦСКА (Софія): 2020-2021